# Donaskeagh
Donaskeagh är en ort i republiken Irland.   Den ligger i provinsen Munster, i den centrala delen av landet, 150 km sydväst om huvudstaden Dublin. Donaskeagh ligger 94 meter över havet och antalet invånare är 147.
Terrängen runt Donaskeagh är huvudsakligen platt, men norrut är den kuperad.Runt Donaskeagh är det ganska glesbefolkat, med 27 invånare per kvadratkilometer. Närmaste större samhälle är Tipperary, 7,4 km sydväst om Donaskeagh. Trakten runt Donaskeagh består i huvudsak av gräsmarker.